# 石井宗謙
石井 宗謙（いしい そうけん、寛政8年（1796年） - 文久元年5月23日（1861年6月30日）は、江戸時代末期の医学者。

## 来歴
美作国真嶋郡旦土村（2005年から岡山県真庭市）の医者の子として生まれる。1810年に父を亡くすものの、そのまま医学を修めた。1823年（文政6年）から長崎に渡り、シーボルトの鳴滝塾でオランダ語を学ぶ。師シーボルトから『日本産昆虫図説』や『日本産蜘蛛図説』『鯨の記』などの蘭訳を命ぜられるなど、語学力は優れていた。シーボルト事件後も長崎に逗留したが、後にふるさとにもどり開業した。
1832年（天保3年）から美作勝山藩の藩医として召し抱えられる。その後、藩医を辞し、備前国岡山（岡山市）で開業する。1845年（弘化2年）から二宮敬作の勧めもあり、師シーボルトの娘、楠本イネを預かり、産科医としての技術や知識をおよそ7年にわたり教える。1852年（嘉永5年）、イネは宗謙との子である高子を産む。イネは師匠の娘であったため、この関係は常識的に許されることではなかった。また高子の口述によれば、この妊娠は強姦によるものだったというがその他の記述も不正確なものが多く、子孫があの手記は高子に酒を飲ませて面白可笑しく話させたものであり事実ではないと話した事からも、現在は史実ではないと判断されている。ただ、師匠の娘と関係を持った事は二宮敬作を始めとした同門から怒りをかい、宗謙は、シーボルト時代の同窓から破門同然の制裁を受けている。なお、宗謙には既に妻との間に長男・石井信義（1840年（天保11年）生）がいた。
信義と稲は親しく、晩年まで良好な付き合いが続く。
その後1853年（嘉永6年）に江戸に赴き、再び勝山藩に藩医として召し抱えられるとともに、外国語の知識を買われて、幕府の通詞、外国文書の翻訳者公職を与えられる。1857年（安政4年）には江戸神田の種痘所開設に参加協力をしている。